# Điều Brasil
Điều Brasil hay còn gọi tên ba tây lật theo phiên âm từ tiếng Trung Quốc (danh pháp khoa học: Bertholletia excelsa) là một loài thực vật có hoa trong họ Lecythidaceae. Loài này được Aimé Bonpland mô tả khoa học đầu tiên năm 1808.

## Hình ảnh

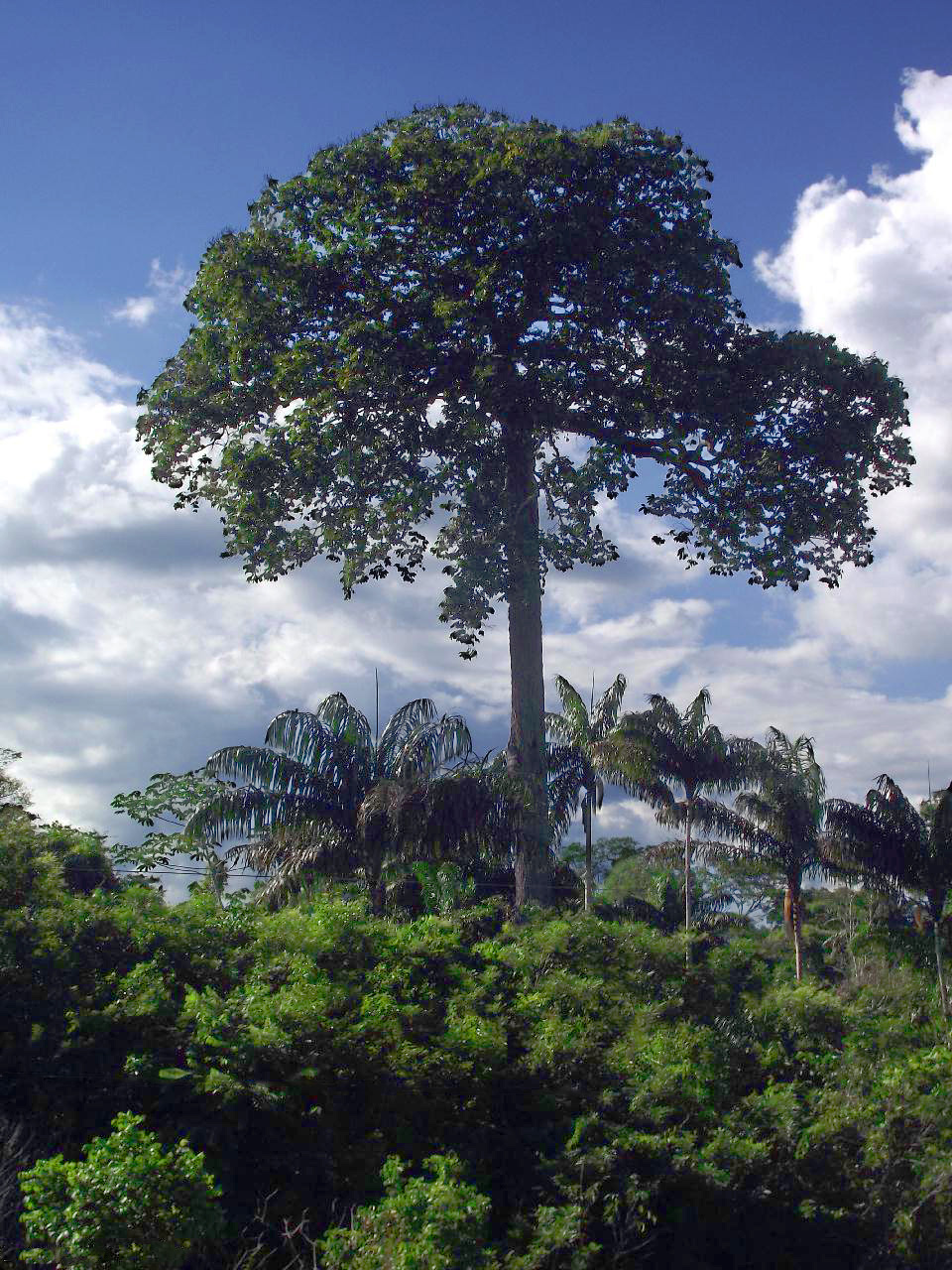
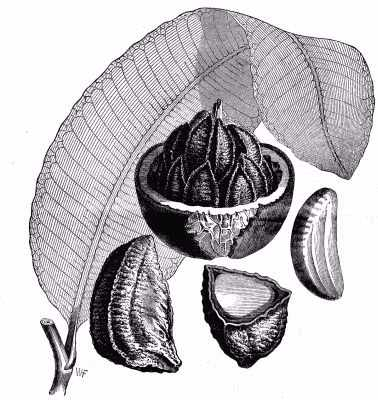
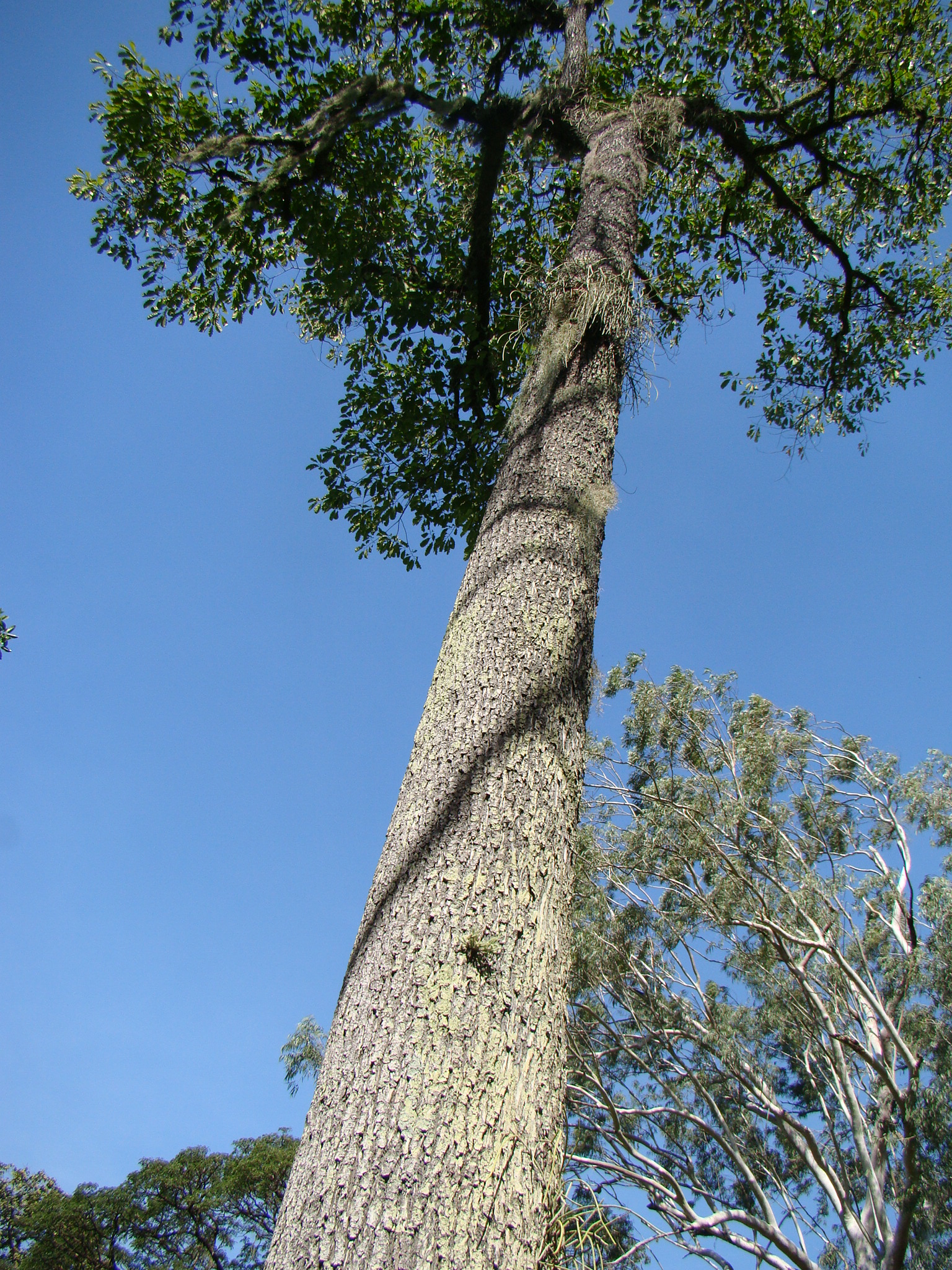
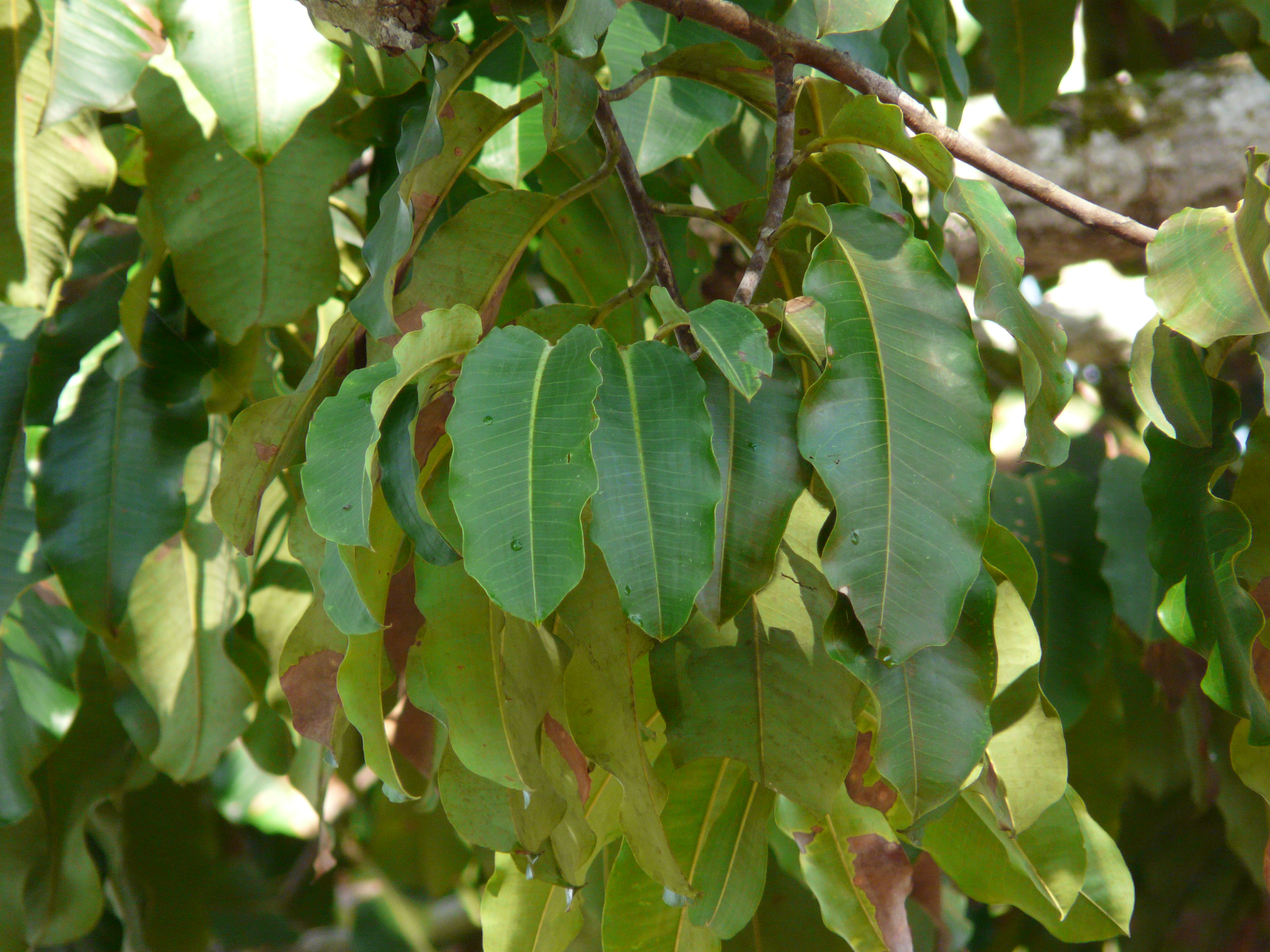